# Batalla del Somme
La batalla del Somme de 1916 fue una de las batallas más largas y sangrientas de la Primera Guerra Mundial, con más de un millón de bajas entre ambos bandos. Las fuerzas británicas y francesas intentaron romper las líneas alemanas a lo largo de un frente de cuarenta kilómetros al norte y al sur del río Somme, en el norte de Francia. El principal propósito de la batalla era distraer a las tropas alemanas de la batalla de Verdún; sin embargo, las bajas de la batalla del Somme terminaron siendo superiores a las de esta última.
La batalla es recordada principalmente por su primer día, el 1 de julio de 1916, en el que los británicos sufrieron 57.740 bajas, de las cuales 19.240 fueron mortales. Constituye la batalla más sangrienta en la historia del ejército británico.
Igualmente terrible fue la batalla para el ejército alemán, descrita por uno de sus oficiales como «la tumba de barro del ejército en campaña». Cuando acabó la batalla, ambos bandos habían comprobado hasta qué punto podía ser mortífera la guerra moderna. La suma importancia del Somme en el devenir posterior de la guerra queda reflejada en las palabras del oficial e historiador británico James Edmonds: «No es demasiado arriesgado decir que las bases de la victoria final en el frente occidental fueron sentadas por la ofensiva de 1916 en el Somme».
El mismo año se rodó el documental y filme propagandístico La Batalla del Somme, que utilizaba algunas escenas reales grabadas durante los primeros días de la batalla.

## Preludio
La estrategia que llevarían a cabo los aliados durante 1916 se diseñó en la Conferencia de Chantilly (Oise, Francia), entre el 6 y el 8 de diciembre de 1915. En ella se decidió que durante el año siguiente se realizarían tres ofensivas simultáneas contra las Potencias Centrales, con la esperanza de que estos fuesen incapaces de resistir una guerra en todos los frentes. Los rusos atacarían desde el este, los italianos (recién incorporados a la guerra en el bando de la Triple Entente) lucharían contra los austrohúngaros en los Alpes y los británicos y franceses dirigirían una tercera ofensiva desde el oeste.
A finales de diciembre de 1915, el general Douglas Haig sucedió a John French como comandante en jefe de la Fuerza Expedicionaria Británica (FEB). Haig proyectó entonces una gran ofensiva de las fuerzas británicas sobre Flandes con el fin de expulsar a las fuerzas alemanas de la costa belga y dificultar así las acciones de los U-Boot alemanes sobre los barcos de suministros aliados que cubrían la ruta entre Gran Bretaña y Normandía. Para que esta operación diese comienzo era necesario conseguir previamente la autorización del gobierno francés, ya que la ofensiva se realizaría desde su territorio. El visto bueno fue otorgado por el general Joseph Joffre en enero de 1916, pero tras nuevas discusiones durante el mes de febrero, se decidió cambiar la operación inicial por otra conjunta franco-británica en el valle del río Somme, situado en la región francesa de Picardía. El lugar fue escogido por servir de conjunción a las líneas francesas y británicas, cuya unión debería arrollar las líneas alemanas y asestar así un golpe mortal a su ejército. Lo que los aliados no sabían es que el enemigo había construido todo tipo de fortificaciones en la zona, tanto convencionales como subterráneas, lo cual iba a hacer la invasión mucho más difícil de lo esperado inicialmente.

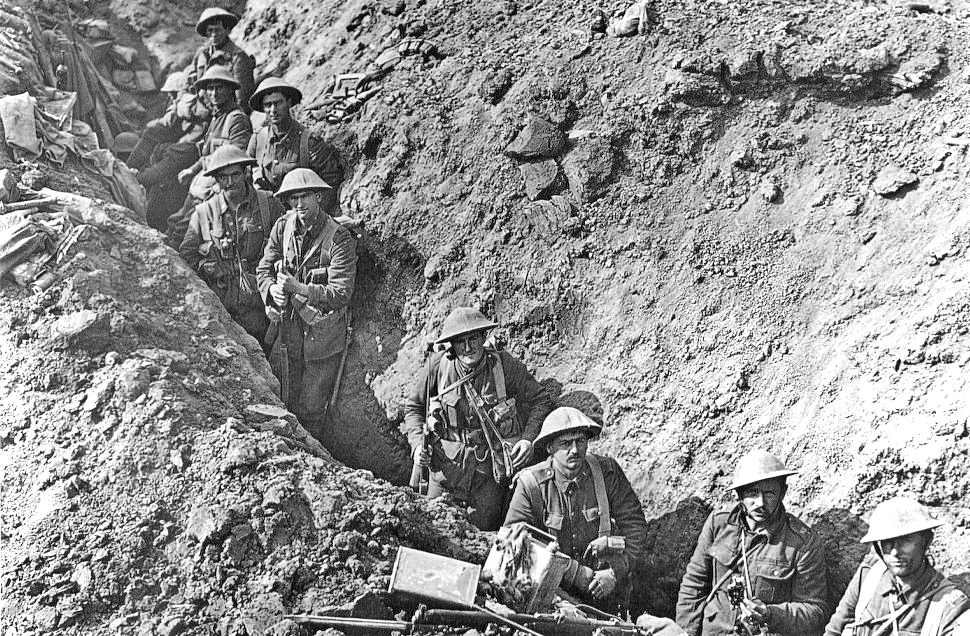
Soldados neozelandeses del Regimiento de Auckland en una trinchera.

Los planes maestros estaban todavía empezando a tomar forma cuando los alemanes atacaron por sorpresa Verdún el 21 de febrero de 1916. Esto obligó a los franceses a centrar sus esfuerzos en la defensa de la ciudad, disminuyendo el número de tropas que podían aportar al nuevo frente del Somme y cediendo, por tanto, el papel protagonista en este a los británicos. Conforme se estancaba el cada vez más sangriento frente de Verdún, el propósito del Somme evolucionó hasta convertirse más en una maniobra que distrajera a los alemanes y aliviara su presión sobre Verdún que en realizar un golpe maestro capaz de desbaratar por completo la estrategia germana. Los franceses enviarían finalmente al Somme un total de tres divisiones.
En el caso de los británicos, las seis divisiones desplegadas en Francia al comienzo de la guerra fueron prácticamente diezmadas tras las batallas de 1914 y 1915. Fue necesario, por tanto, enviar nuevos regimientos que constituyesen el grueso de las tropas de la futura ofensiva, en su mayor parte reclutados entre los voluntarios de la Territorial Force y el Ejército de Kitchener (llamado así porque se formó bajo los auspicios del Secretario de Estado de Guerra británico, Horatio Kitchener), que había empezado a constituirse en agosto de 1914. El súbito crecimiento del ejército demandó a su vez el nombramiento de un gran número de generales para que trazaran las maniobras mayores, los cuales fueron elegidos de manera un tanto caótica por culpa de las prisas y no siempre por razones de competencia o habilidad en el combate. El propio Haig había sido ascendido de forma meteórica, ya que se había incorporado a la guerra como Comandante del I Cuerpo Británico antes de dirigir el I Ejército y más adelante la FEB, compuesta por cuatro ejércitos (cinco más adelante) que comprendían 60 divisiones.
Para mediados de 1916, el azote de los Fokker E.I alemanes había sido neutralizado y el Royal Flying Corps (10 escuadrones con 185 aviones frente a 129 aeronaves alemanas) había conseguido la supremacía sobre el espacio aéreo del Somme. Los británicos también se las ingeniaron para detectar desde el aire la artillería alemana, ya fuera por medio de aviones o globos, mientras evitaban con éxito que el enemigo hiciera lo mismo con sus propias defensas. No sería hasta septiembre de ese año cuando se inclinaría de nuevo la balanza en favor del bando alemán, debido a la incorporación de nuevos aeroplanos de diseño más moderno.

## El primer día en el Somme

El valle del Somme, en el norte de Francia.

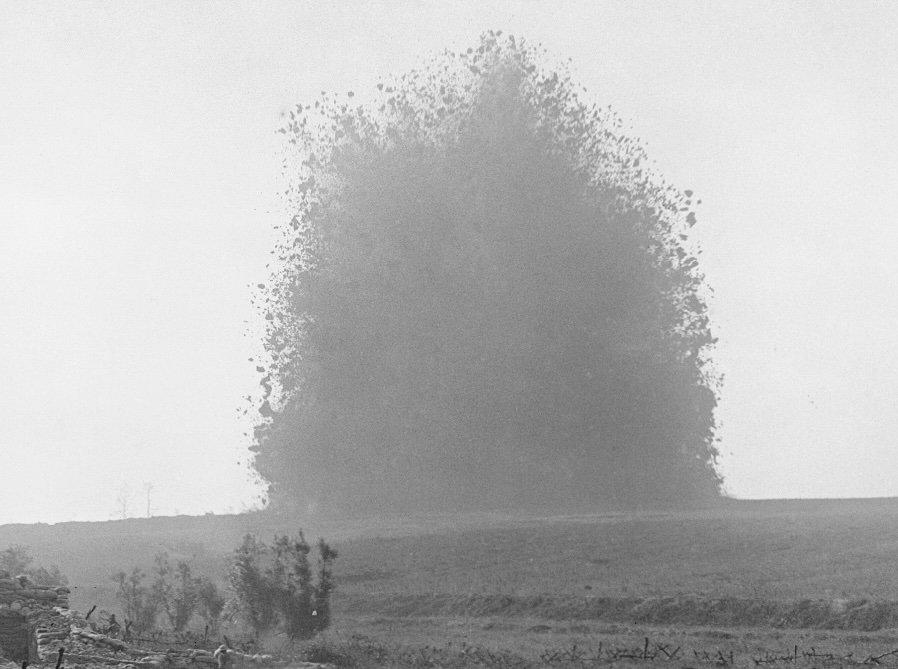
Voladura de la primera galería subterránea bajo el campo de batalla del Somme. 7:20 de la mañana, 1 de julio de 1916.

El primer día de la batalla fue precedido por una semana de bombardeos preliminares con la artillería, en los cuales los británicos dispararon alrededor de un millón y medio de granadas. También se habían cavado diez galerías por debajo de las trincheras y puntos estratégicos del frente alemán, que fueron rellenadas con explosivos; las tres mayores contenían alrededor de 20 toneladas cada una.
El ataque lo desencadenaron trece divisiones británicas (once del 4º Ejército y dos del 3º) al norte del Somme y seis del 6º Ejército francés al sur del río. A ellas se oponían las tropas del 2º Ejército alemán dirigidas por el general Fritz von Below. El eje principal de la ofensiva siguió la antigua calzada romana que conectaba Albert (detrás de las líneas aliadas) con Bapaume, situada a 19 km en dirección noreste.
Los primeros combates se produjeron a las 07:30 de la mañana del 1 de julio de 1916. Diez minutos antes, se había detonado la carga explosiva de la primera galería y para las 07:28 ya habían explotado todas salvo una. El campo de batalla se silenció entonces súbitamente, mientras la artillería intentaba localizar la próxima línea de objetivos. Entonces, en palabras del poeta John Masefield:

La mano del tiempo descansó sobre la marca de la media hora, y a lo largo de toda la vieja línea del frente de los ingleses vino un silbido y un llanto. Los hombres de la primera oleada escalaron los parapetos, en tumulto, oscuridad, la presencia de la muerte, y habiéndose hecho con todas las cosas agradables, avanzaron sobre la tierra de nadie para comenzar la batalla del Somme.
La vieja línea del frente, 1917

La infantería iba cargada con 32 kg de equipo y se la había instruido para que formara en filas uniformes y avanzara a velocidad de paso. En otros casos, las unidades se habían adentrado en la tierra de nadie con la intención de tomar las trincheras alemanas tan pronto como cesara la caída de proyectiles. A pesar del bombardeo masivo, muchos de los defensores alemanes habían sobrevivido en los refugios más protegidos y estaban en perfectas condiciones de infligir un daño considerable a la vulnerable infantería de los asaltantes.

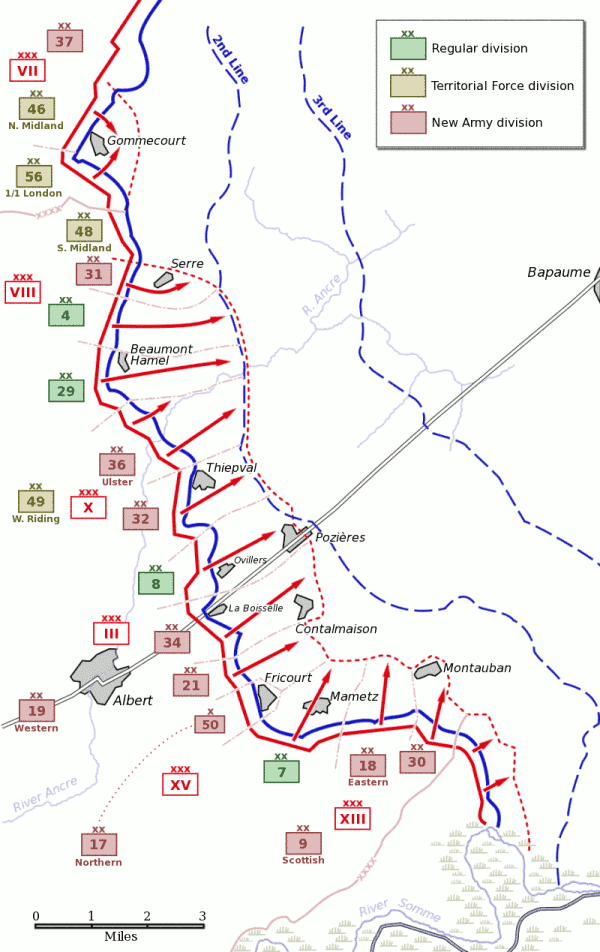
Plan de batalla británico correspondiente al 1 de julio de 1916. Las únicas operaciones que tuvieron éxito total fueron las de Mametz, Montauban y el lado francés, todas ellas en el extremo sur de la línea de avance.

Al norte de la calzada que unía Albert con Bapaume, el avance fue un completo fracaso desde el mismo comienzo. En unos pocos lugares los atacantes consiguieron penetrar en la primera línea de trincheras del frente alemán e incluso en la segunda de apoyo, pero en todos los casos su número era demasiado bajo como para resistir los contraataques. En cuanto los alemanes abrieron fuego sobre la tierra de nadie, tanto la llegada de refuerzos como el movimiento de información sobre el campo de batalla se convirtieron en misiones imposibles.

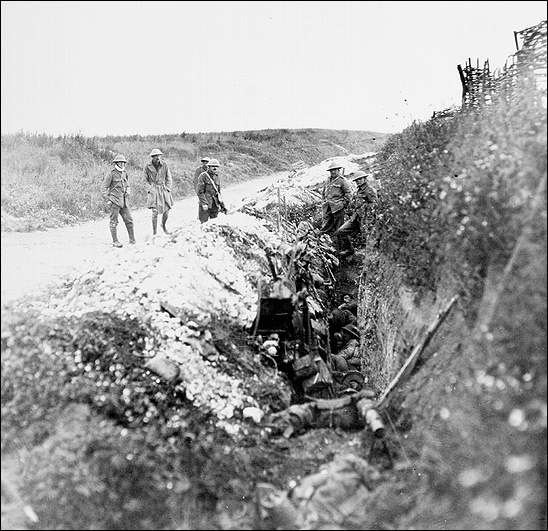
Soldados de Terranova (Dominio del Imperio británico) en una trinchera de apoyo, 1 de julio de 1916.

Esto último se veía agravado porque las comunicaciones eran del todo inadecuadas para un campo de batalla de este tipo, por lo que los oficiales desconocían prácticamente todo lo relacionado con el progreso de la batalla. Un informe erróneo que aseguraba que la 29.ª División había tenido éxito en Beaumont-Hamel provocó que se ordenara marchar en su apoyo a la brigada de reserva, que en este caso era el I Regimiento de Terranova. Este fue incapaz de alcanzar la primera línea de trincheras, por lo que avanzó desde la trinchera de reserva y fue destrozado con suma facilidad antes de que cruzara la línea de frente. Las bajas ascendieron al 91 %, lo que le convirtió en el segundo batallón más dañado en el transcurso del día.
El avance británico sobre la carretera de Albert-Bapaume fue igualmente fallido, a pesar de la detonación de dos galerías en Ovillers-la-Boisselle. Otra acción con resultado trágico fue la de la Brigada Irlandesa de Tyneside, perteneciente a la 34.ª División británica, que comenzó su avance a 1,5 km de las líneas alemanas de forma perfectamente visible para las ametralladoras de los defensores, lo que le valió ser destruida antes incluso de alcanzar la propia primera línea británica.
Al sur de la carretera, en cambio, los franceses y británicos consiguieron grandes éxitos gracias a que en este lado las defensas alemanas eran relativamente débiles y la artillería francesa contaba con muchos más efectivos y experiencia que la británica. Se lograron todos los objetivos del primer día situados entre Montauban y el Somme y al sur del río incluso se consiguió avanzar más de lo inicialmente previsto.
Algunas divisiones británicas también fueron capaces de alcanzar ciertos éxitos, según relata el historiador Martin Middlebrook:

Se ordenó a los batallones de vanguardia (de la 36.ª División del Ulster) que salieran del bosque a las 7.30 de la mañana y se desplegaran junto a las trincheras alemanas... A la hora cero cesó el bombardeo británico. Las cornetas tocaron "Avance". Saltaron los del Ulster y, sin la formación en filas adoptada por otras divisiones, se abalanzaron sobre la línea de frente alemana... Mediante una combinación de tácticas sensatas y velocidad irlandesa, (...) la conquista de una larga sección de la primera línea alemana se había conseguido.

En Gommecourt... Atacando desde el sur, la 56.ª División (de Londres) había funcionado de forma brillante. Haciendo uso de la nueva trinchera que habían cavado en la tierra de nadie y de una cortina de humo, cuatro batallones habían conquistado por completo el sistema de líneas del frente alemán.
The First Day on the Somme, Middlebrook, 1971

Sin embargo, el primer día en el Somme fue en general un fracaso para las fuerzas atacantes. En menos de 24 horas murieron 19 240 soldados británicos, 35 493 resultaron heridos, 2152 desaparecieron y 585 fueron hechos prisioneros de un total de 57 470 hombres. Las bajas iniciales fueron especialmente altas entre los oficiales, debido a que aún vestían unos uniformes muy diferentes de los de los militares de menor rango, en cuyo reconocimiento se había entrenado especialmente a los soldados alemanes.
Por otra parte, es difícil establecer una cifra exacta de bajas alemanas correspondientes al 1 de julio, dado que los alemanes solo realizaban recuentos cada diez días. Se estima que pudieron ser unas 8000 en la línea de avance británica, 2200 de las cuales correspondían a prisioneros de guerra. La mayor diferencia de bajas entre uno y otro bando se produjo en Ovillers, donde los británicos sufrieron 5121 bajas frente a las 280 del 180.º Regimiento alemán; una relación de 18 a 1.

## Consecuencias del primer día

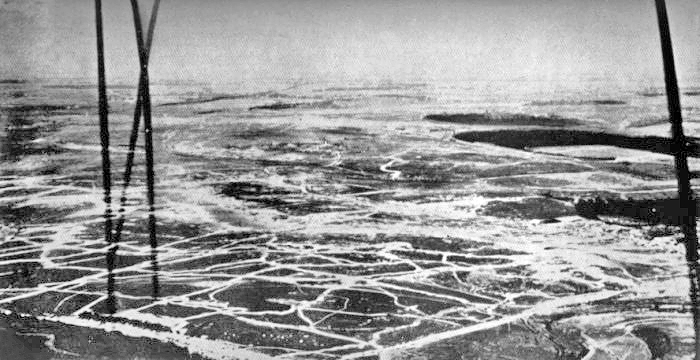
Vista aérea del campo de batalla del Somme en julio, tomada por un globo británico en las cercanías de Bécourt.

A las 22:00 horas, el comandante del 4.º Ejército Británico, teniente general Henry S. Rawlinson, ordenó que se reanudaran los combates. Debido a la confusión generalizada y las pobres comunicaciones, los mandos británicos tardaron algunos días en darse cuenta de la escala del desastre. Haig ordenó entonces al también teniente general Hubert Gough que tomara el mando sobre el sector norte, mientras el 4.º Ejército hacía lo propio con el sur. Gough, sin embargo, se dio cuenta del catastrófico estado de las tropas y rechazó la idea de reanudar inmediatamente las operaciones ofensivas, que no volverían a ponerse en marcha hasta el 3 de julio.
Los mandos británicos ignoraban igualmente las oportunidades que se les brindaban al sur de la carretera de Albert-Bapaume, donde habían conseguido algunos éxitos parciales. Actualmente se sabe que entonces había quedado abierto un agujero considerable en las defensas alemanas desplegadas entre Ovillers (situada junto a la carretera) y Longueval. El 3 de julio, una patrulla de reconocimiento perteneciente a la 18.ª División Oriental Británica incluso se adentró cerca de 3 km en territorio ocupado sin encontrar una resistencia real por parte de los alemanes. Sin embargo, la oportunidad se perdió por la falta de recursos necesarios por parte de los británicos para explotarla, lo que permitió a los alemanes sellar poco tiempo después el pasillo abierto por los explosivos aliados.
El bosque de Mametz se encontraba todavía vacío el 3 de julio y no fue hasta el día siguiente cuando las tropas alemanas lo reocuparon. Seguirían dos intentos infructuosos por parte de los aliados antes de que pudiesen conquistarlo de forma definitiva el día 10. Los bosques de Bazentin y Elville, totalmente vulnerables tras el fin del primer día, costarían un gran número de vidas cuando intentasen tomarse más de un mes después, entre agosto y septiembre. En palabras de Auguste Rawlinson:
Estos cuatro días podían con toda probabilidad habernos permitido tomar posesión por completo de la hostil tercera línea de defensa, de la que en ese tiempo estaba finalizada menos de la mitad... Me pone enfermo pensar en los «podría haber sido».

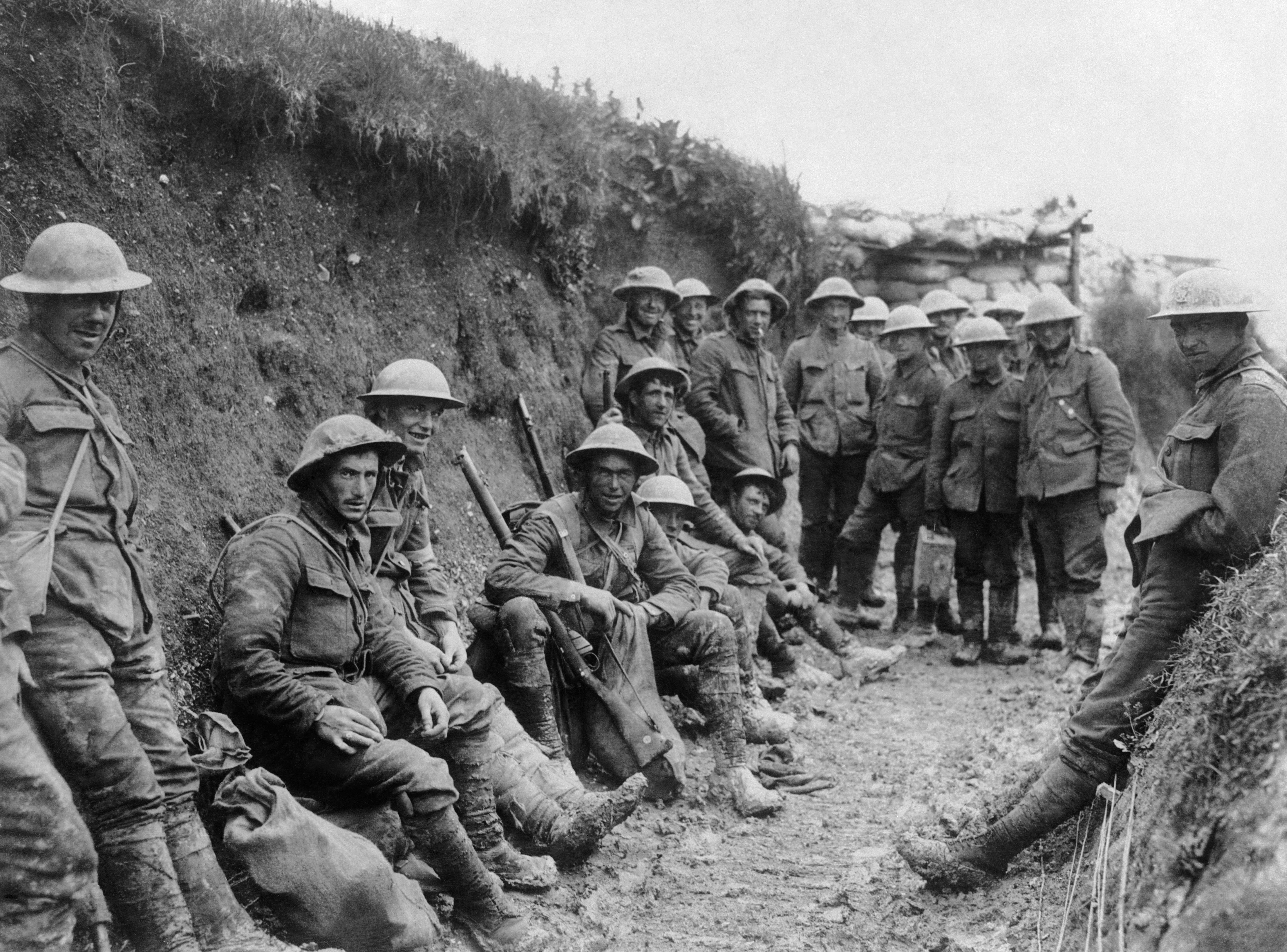
Fusileros irlandeses de la 25.ª Brigada, 8.ª División, durante el primer día de la batalla.

Durante las dos primeras semanas de lucha, la batalla se redujo a una serie de pequeñas acciones sin relación entre sí mientras se preparaba una de mayor envergadura. Entre el 3 y el 13 de julio, solo el 4.º Ejército de Rawlinson llevó a cabo 46 de estas «acciones», que le reportaron veinticinco mil bajas, sin que se produjera el menor avance. Estos resultados mostraban a las claras una diferencia abismal entre la estrategia puesta en práctica por los británicos y la de sus colegas franceses, y fue causa de no pocos roces entre ambos aliados. Mientras que Haig pretendía mantener una presión constante sobre el enemigo, Joffre y Foch apostaban por reservar sus fuerzas mientras se preparaban para un golpe mayor. El plan de guerra británico solo consiguió una cierta victoria estratégica cuando Erich von Falkenhayn se vio obligado a detener la ofensiva sobre Verdún el 12 de julio, con el fin de redistribuir mejor sus fuerzas en el frente occidental y asegurarse así la contención de la ofensiva en el Somme. Aunque los combates sobre Verdún se seguirían produciendo hasta diciembre, serían ya los franceses quienes dictasen realmente el curso de los mismos.
Por su parte, Fritz von Below se vio obligado a pedir refuerzos para poder mantener el frente estable sobre el Somme, pues no podría aguantar durante mucho tiempo combatiendo con una relación de fuerzas de 3 (y a veces 4) contra 1. Las tropas alemanas se reorganizaron a partir del 19 de julio, tomando Von Below el mando sobre el I Ejército desplegado en el sector norte mientras Max von Gallwitz, recién llegado del frente rumano, se hacía cargo del II Ejército en el sector sur. Gallwitz fue nombrado así mismo comandante en jefe de todos los ejércitos desplegados en el Somme.
Los primeros refuerzos alemanes ya habían comenzado a afluir hacia el Somme el 2 de julio, cuando llegaron 7 divisiones, a las que se unieron otras 7 durante la semana siguiente. Entre julio y agosto, los alemanes habían dispuesto ya 35 divisiones extra en la línea de defensa frente a los británicos y 7 en la de los franceses. A finales del segundo mes solo permanecía una división en reserva.
Los británicos tenían la esperanza de que los refuerzos alemanes provinieran de otros frentes cercanos. Con el fin de complicar el movimiento de los mismos, el ejército británico realizó un gran número de ataques furtivos y acciones de escasa entidad a todo lo largo de la línea de frentes. La operación de mayor magnitud (y peores resultados) fue la batalla de Fromelles (19-20 de julio), en el Artois, que se saldó con 7080 bajas entre los soldados británicos y australianos sin que se ocupara porción alguna de terreno ni se sacara ningún provecho del movimiento de tropas alemanas desde el Artois al Somme.

## Batalla de Bazentin

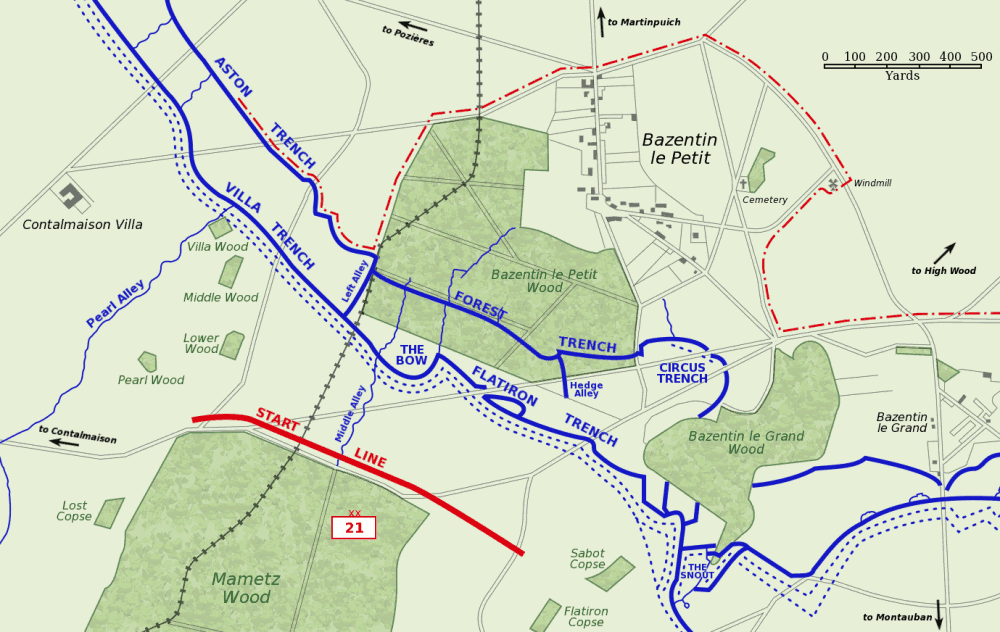
Ataque de la 21.ª División británica a Bazentin le Petit, 14 de julio de 1916. El terreno conquistado a las 9:00 de la mañana está delimitado por la línea roja discontinua.

El 14 de julio (aniversario de la toma de la Bastilla), el 4.º Ejército se encontró preparado para reanudar la ofensiva en el sector sur. Lo que posteriormente sería conocido como la batalla de Bazentin tenía como propósito la conquista de la segunda línea de defensa alemana situada entre Pozières, en la carretera de Albert-Bapaume, y los pueblos de Guillemont y Ginchy. El grueso del ataque se concentró en las poblaciones de Bazentin le Petit, Bazentin le Grand y Longueval, todas ellas junto al bosque de Elville. Más lejos, al otro lado de la línea de colinas, se encontraba el «bosque alto» de Bazentin.
Existe un gran contraste entre la preparación y ejecución de este ataque y el que tuvo lugar el 1 de julio. La ofensiva de Bazentin fue iniciada por cuatro divisiones que avanzaron a lo largo de un frente de 4,5 km a partir de las 03:25 de la madrugada, después de que la artillería aliada abriera fuego por sorpresa sobre las líneas alemanas y mantuviera el bombardeo durante 5 minutos. La marcha fue encabezada por la 21.ª División, que se dirigió en línea recta hacia Bazentin le Petit a través de la tierra de nadie, pero siempre manteniéndose bajo la protección de la artillería amiga. Ésta, mientras tanto, bombardeaba de forma constante el terreno situado justo en el avance de la infantería, formando una cortina de humo y barro que eliminó la escasa visibilidad que se podía encontrar durante la noche y al alba, e impidió que los alemanes pudiesen localizar las tropas contrarias. Esto permitió a la 7.ª División tomar tres complejos de trincheras alemanas junto al bosque de Bazentin le Grand, desde donde se dirigió hacia Bazentin le Petit junto con la 21.ª División. Este pueblo cayó hacia las 9:00 de la mañana.

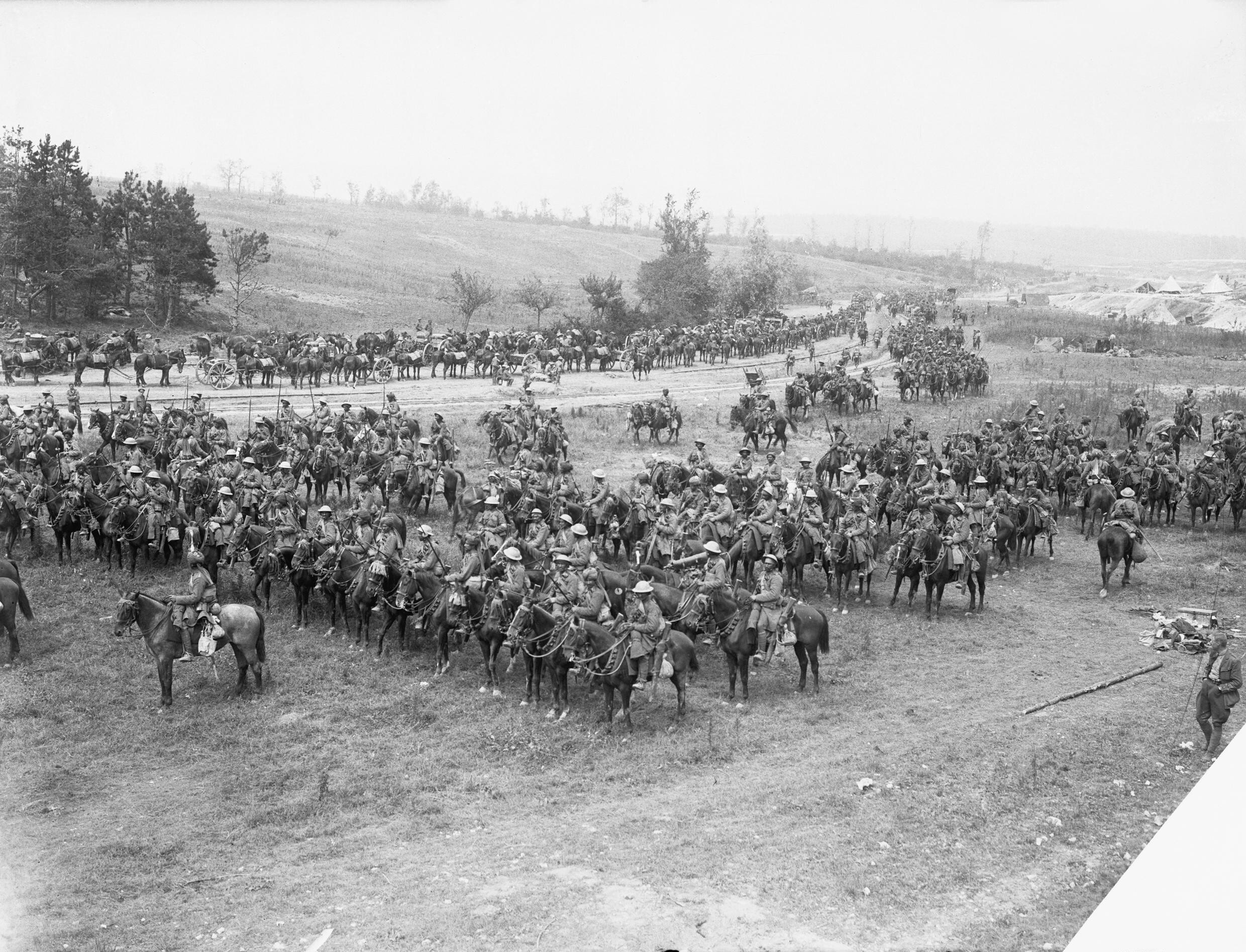
Caballería india del Decán preparándose para realizar una carga en el área de Bazentin.

Mientras tanto, la 9.ª División (compuesta por escoceses y en menor medida sudafricanos) conquistó Longueval y avanzó hasta los límites del bosque de Elville, donde tuvo que detenerse al ser incapaz de vencer la resistencia alemana en la granja Waterlot. La peor parada fue la 3.ª División, que intentaba alcanzar Bazentin le Grand desde Montauban. En este caso, los alemanes decidieron impedir la ofensiva abandonando sus puestos y enfrentándose cara a cara contra los batallones de apoyo en plena tierra de nadie. En el 7.º Batallón, la cifra de bajas llegó a los doscientos soldados y ocho oficiales. Finalmente, la 18.ª División se apoderó del bosque de Trônes.
Esta primera fase exitosa concluyó a media mañana con la toma de todos los objetivos planeados y una nueva abertura en las defensas alemanas, pero al igual que el 1 de julio, los británicos fueron incapaces de explotar esta ventaja como era debido. El siguiente movimiento fue una carga de caballería (la primera de la batalla) formada por la 7.ª Guardia de Dragones y el 2.º de Caballería del Decán, que intentó conquistar el bosque alto. Esta posición podía haber sido tomada por la infantería a primera hora de la mañana, pero cuando la caballería estuvo preparada para hacerlo los alemanes ya habían tenido tiempo de reorganizarse y opusieron una encarnizada resistencia. Aunque los jinetes consiguieron adentrarse en el bosque durante la noche del 14 de julio, no pudieron hacerse con el control total del mismo y tuvieron que evacuarlo al día siguiente.
Los combates en este bosque, así como en el de Elville y en torno a Longueval, se prolongaron durante varios días. En la noche del 22 al 23 de julio Rawlinson lanzó un nuevo ataque a gran escala, que falló debido a que los alemanes habían desarrollado una nueva estrategia de defensa más flexible, que pudo sobreponerse a los ataques de la artillería británica.

## Pozières y la granja Mouquet

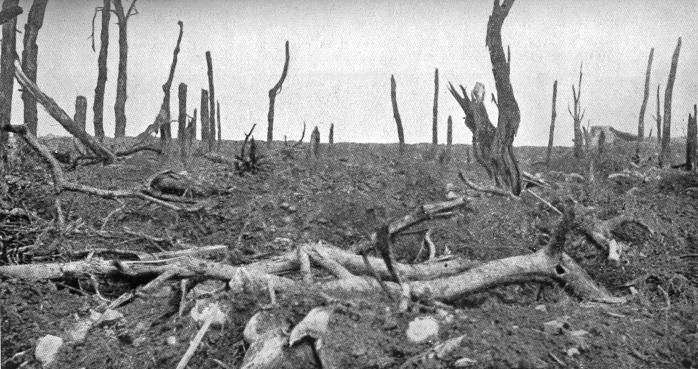
Vista de las ruinas de Pozières desde el norte, 28 de agosto de 1916.

En el sector norte no se consiguió un progreso apreciable durante las primeras semanas de julio. Ovillers, justo al norte de la carretera de Albert a Bapaume, no cayó hasta el 16 de julio. Desde aquí se abría la posibilidad de atacar las defensas alemanas del sector norte desde uno de los flancos; para ello era imprescindible la toma del pueblo de Pozières.
Este se encontraba junto a la carretera de Albert-Bapaume, a su paso por la cresta de la «cordillera» de colinas. No lejos de allí, al este, se situaba a su vez la segunda línea de defensa alemana. El 4.º Ejército intentó infructuosamente apoderarse de la plaza en cuatro ocasiones entre el 14 y el 17 de julio, así que Haig relevó de esta tarea a las tropas de Rawlinson y ordenó atacar en su lugar a las fuerzas de la Reserva dirigidas por Gough. La nueva ofensiva fue realizada por tres divisiones australianas del I Cuerpo de la ANZAC (conjunto de fuerzas reclutadas en Oceanía).
Gough quería que la 1.ª División australiana atacara inmediatamente, pero el general de división Harold Walker, que la mandaba, rehusó enviar a sus hombres sin una preparación previa adecuada. Finalmente, se decidió que el ataque se realizaría durante la noche del 23 de julio, coincidiendo con el ataque del 4.º Ejército. La decisión de Walker, unida a un eficaz bombardeo de apoyo, fue la causa principal de que la acción fuese un éxito y culminase con la ocupación de Pozières poco después de la media noche. Sin embargo, el intento de tomar la segunda línea alemana fracasó. No obstante, se consideró que las tropas habían trabajado con eficacia y dos soldados australianos fueron condecorados con la Cruz Victoria. Los alemanes bombardearon entonces el pueblo de forma masiva y trataron de reconquistarlo hasta en tres ocasiones, pero en todas ellas fueron rechazados. El último intento se produjo poco antes del amanecer del 7 de agosto: siguiendo otro bombardeo masivo los alemanes sobrepasaron con éxito las defensas australianas y entablaron un encarnizado combate cuerpo a cuerpo sobre las ruinas de la localidad, de donde emergieron finalmente victoriosos los australianos. 

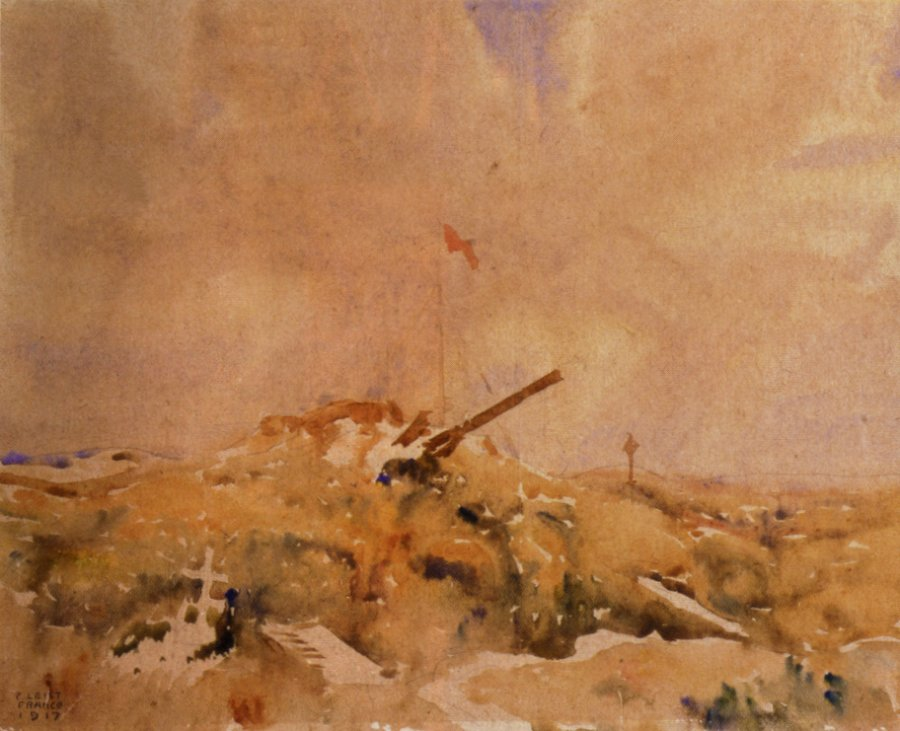
Restos de la granja Mouquet, según el pintor de guerra australiano Fred Leist (1878-1945).

Siguió entonces la orden de Gough de adentrarse en territorio enemigo a lo largo de la cresta de Bazentin hasta llegar a la granja Mouquet, donde los alemanes habían construido un importante bastión defensivo, y amenazar de paso la fortaleza de Thiepval. Sin embargo, esta decisión dejó a las tropas al descubierto y a medida que la cuña australiana penetraba en el territorio ocupado por los alemanes, ésta iba siendo acribillada desde todas las direcciones. Apoyados por el II Cuerpo británico, que avanzaba a su izquierda desde Ovillers, los australianos establecieron una nueva línea justo al sur de la granja convertida en fortaleza, llena de túneles, búnkeres y trincheras. Se sucedieron entonces múltiples intentos de conquista, prácticamente seguidos, entre el 12 de agosto y el 3 de septiembre. Ninguno tuvo éxito. En vista de esto, se decidió sustituir a los agotados australianos por tropas canadienses más frescas. Estas lograron penetrar de forma efímera en la granja el 16 de septiembre, un día después de realizarse una gran ofensiva británica en todo el frente, pero debieron retirarse. Diez días después volvieron a la carga y consiguieron tomar por fin la posición. La guarnición alemana en Mouquet se rindió entonces a los aliados.
Las tres divisiones australianas sufrieron un total de 23 000 bajas en las batallas de Pozières y la granja Mouquet. Sumadas a las de Fromelles, las bajas totales de Australia en sus seis primeras semanas en Francia fueron mayores que las producidas en los ocho meses que duró la batalla de Galípoli.

## La guerra de desgaste: agosto y septiembre

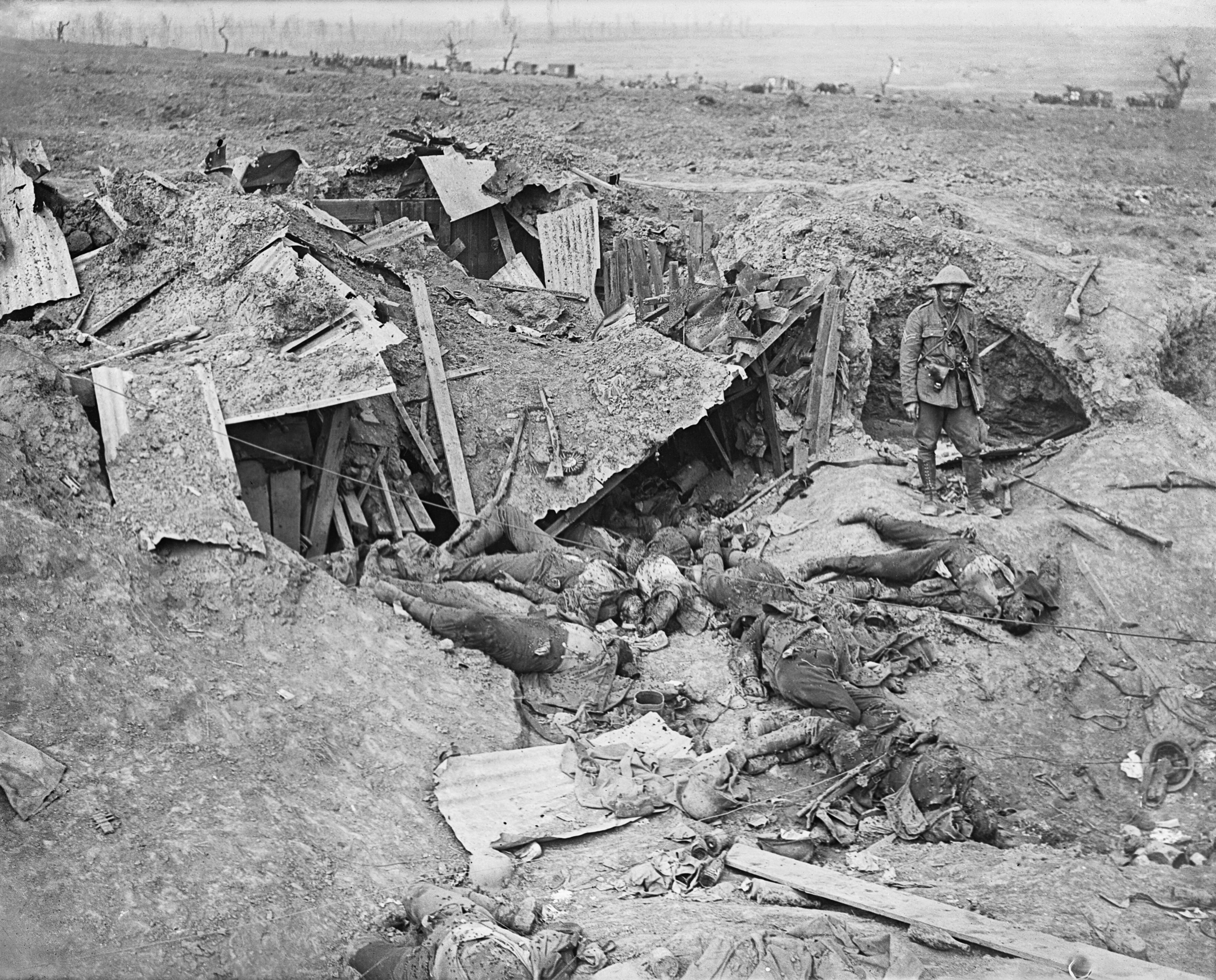
Soldados alemanes muertos en una trinchera destruida junto a Guillemont.

El propio Haig reconocía a principios de agosto que las perspectivas de lograr sobrepasar por completo las líneas alemanas en un corto plazo eran bastante improbables. Los alemanes habían terminado de reorganizarse y ya no serían tomados de nuevo por sorpresa. En medio de este panorama, los británicos prosiguieron con sus pequeñas acciones deslocalizadas de forma continua, en espera de la próxima ofensiva. El 29 de agosto Erich von Falkenhayn fue cesado como jefe del Estado Mayor alemán y sustituido por Paul von Hindenburg, quien designó al general Erich Ludendorff como su segundo al mando. Hindenburg y Luddendorff, descontentos con la manera en la que Falkenhayn había llevado el frente occidental en general, decidieron emplear una estrategia defensiva totalmente nueva. El 23 de septiembre dio comienzo la construcción de un vasto complejo defensivo denominado Siegfried Stellung ('Posición de Sigfrido'; no confundir con la Línea Sigfrido, construida en los años 30 por el régimen de Adolf Hitler), más conocido por el nombre de Línea Hindenburg que le dieron los aliados.
Mientras tanto, la lucha proseguía en los bosques del área de Bazentin. El límite entre las líneas francesas y las británicas se encontraba al sureste del bosque de Elville, frente a los pueblos de Guillemont y Ginchy. Estos permanecían ocupados por los alemanes e imposibilitaban el más mínimo avance de los aliados en la zona, que seguían allí prácticamente en las mismas posiciones que el 1 de julio. El progreso en este frente pasaba por tanto por la ocupación de ambas localidades.

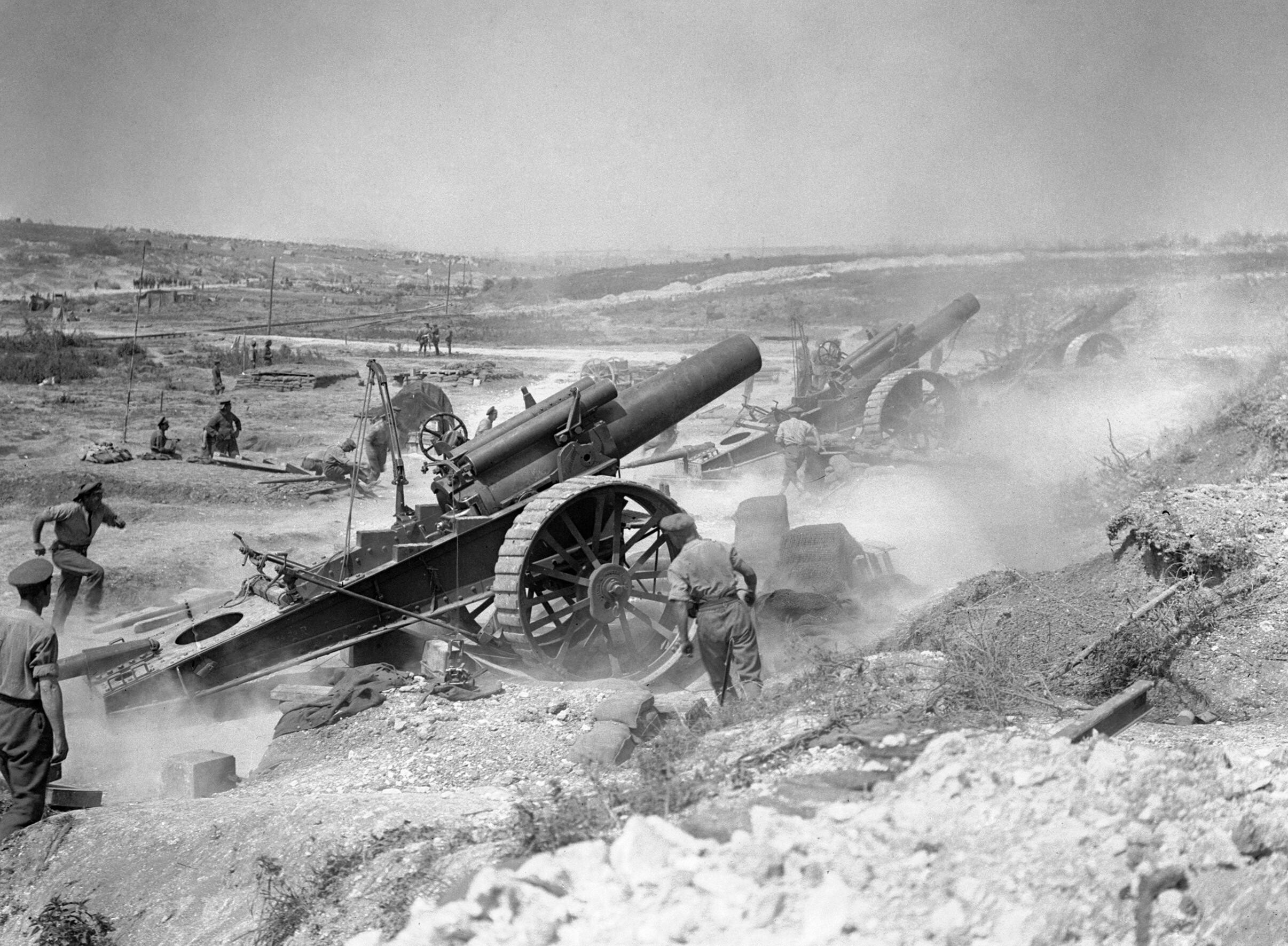
La artillería británica bombardea las filas alemanas durante el mes de agosto de 1916.

El primer intento aliado de adueñarse de Guillemont fue realizado por tropas británicas el 8 de agosto, sin éxito. Le siguió otra operación mayor en la que participaron varias divisiones británicas y francesas, que no consiguieron grandes resultados hasta el 3 de septiembre, cuando la plaza fue finalmente rendida. Ginchy cayó 6 días más tarde, siendo ocupada por la 16.ª División irlandesa. Por su parte, los franceses también progresaron de forma significativa hasta reunirse con sus colegas británicos cerca de Combles, poco después de la ocupación de Ginchy.
El frente se convirtió así en una línea recta desde la granja Mouquet al noroeste hasta Combles al suroeste, facilitando el uso de la artillería de apoyo y permitiendo por tanto a los aliados la realización de un nuevo ataque a gran escala. Aun así, esta ventaja se vio minimizada debido al gran número de bajas producidas en el 4.º Ejército: cerca de 82 000 hombres perdidos en 90 acciones de combate (de las que solo cuatro eran ofensivas generales) a cambio de un progreso de poco más de 900 metros; un resultado aún más catastrófico que el del 1 de julio.

## Llegan los tanques

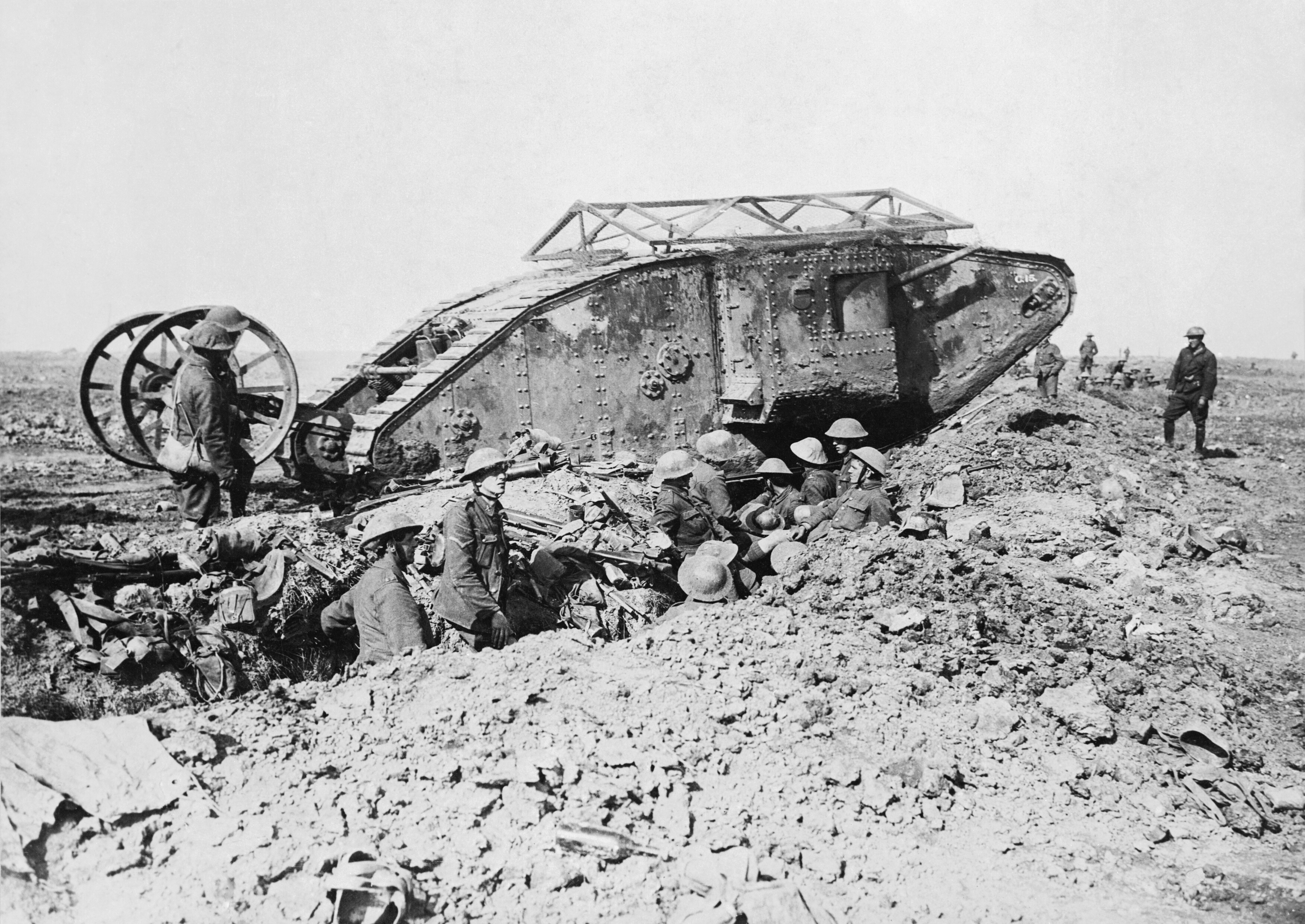
C-15, un Mark I. Fotografía tomada el 25 de septiembre de 1916

El último gran intento aliado de romper las líneas alemanas se produjo el 15 de septiembre en la batalla de Flers-Courcelette. La ofensiva fue realizada por once divisiones británicas (nueve del 4.º Ejército y dos de la reserva formada por soldados canadienses) a las que se unieron posteriormente cuatro destacamentos franceses.
Flers-Courcelette es recordada hoy en día especialmente por ser el primer combate en que participó la nueva «arma secreta» británica, el carro de combate (conocido también por el nombre en clave de la época, «tanque»). Al contrario que los modelos actuales, los primeros tanques eran vehículos extremadamente lentos (un promedio de 3,2 km/h) y estaban armados con dos cañones menores similares a los de la artillería convencional. Más que capacidad ofensiva, lo que se había demandado durante su construcción era protección contra las mortíferas ametralladoras alemanas y movilidad en un terreno plagado de trincheras, alambradas de espino y cráteres de impacto. Capacidad, en definitiva, para encabezar el asalto a las líneas enemigas mientras la infantería se protegía detrás de él.

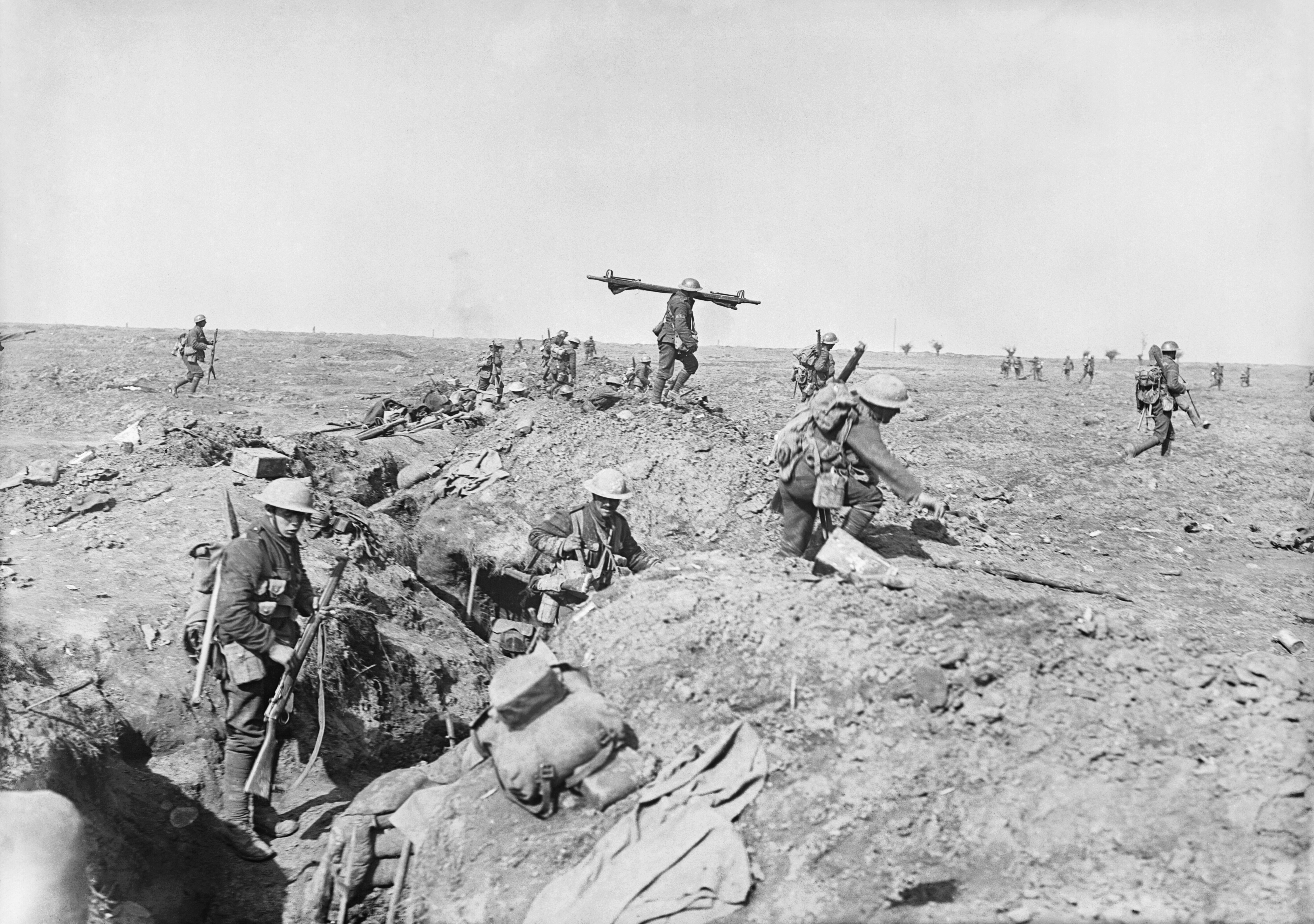
Soldados británicos en la batalla de Morval, 25 de septiembre de 1916.

Sin embargo, los tanques no fueron tan fiables como en principio pudiera parecer, ya que seguían siendo vulnerables a la artillería pesada, sufrían constantes fallos mecánicos y quedaban prisioneros de los obstáculos más grandes. De hecho, solo 21 de los 49 tanques disponibles el 15 de septiembre de 1916 llegaron a entrar en combate, y la decisión de usarlos le valió no pocas críticas a Douglas Haig, a quien se acusó de mostrar el «arma secreta» demasiado pronto como para elevar su rendimiento hasta límites más aceptables.
A pesar de esto, el impacto (tanto psicológico como real) sobre las filas alemanas y el curso de la guerra fue notorio. La recién llegada 41.ª División, apoyada por el tanque D-17, se apoderó de la población de Flers, mientras que la División neozelandesa del XV Cuerpo Británico hacía lo propio con las líneas alemanas situadas junto a la ciudad. En el flanco izquierdo, la 2.ª División canadiense tomó Courcelette tras una dura batalla en la que también participaron tanques. Y finalmente, los carros de combate posibilitaron asimismo la ocupación definitiva del «bosque alto» de Bazentin, aunque fuese de forma indirecta: los vehículos no pudieron penetrar entre la densa masa de árboles, pero al cumplir sus objetivos en los laterales del bosque, forzaron a los alemanes a retirarse de él por miedo a quedar acorralados, permitiendo así su ocupación por parte de la 47.ª División londinense. Tras varios meses empantanados, los soldados aliados conseguían en unos pocos días la conquista de más de cuatro kilómetros de la tercera línea alemana, si bien es cierto que no se lograron todos los objetivos planeados. El «Cuadrilátero», una posición fortificada al este de Ginchy, fue conquistado el 18 de septiembre y el 25 de ese mes cayeron las poblaciones de Gueudecourt, Lesbœufs y Morval, esta vez sin la participación de los carros de combate.

## Fase final

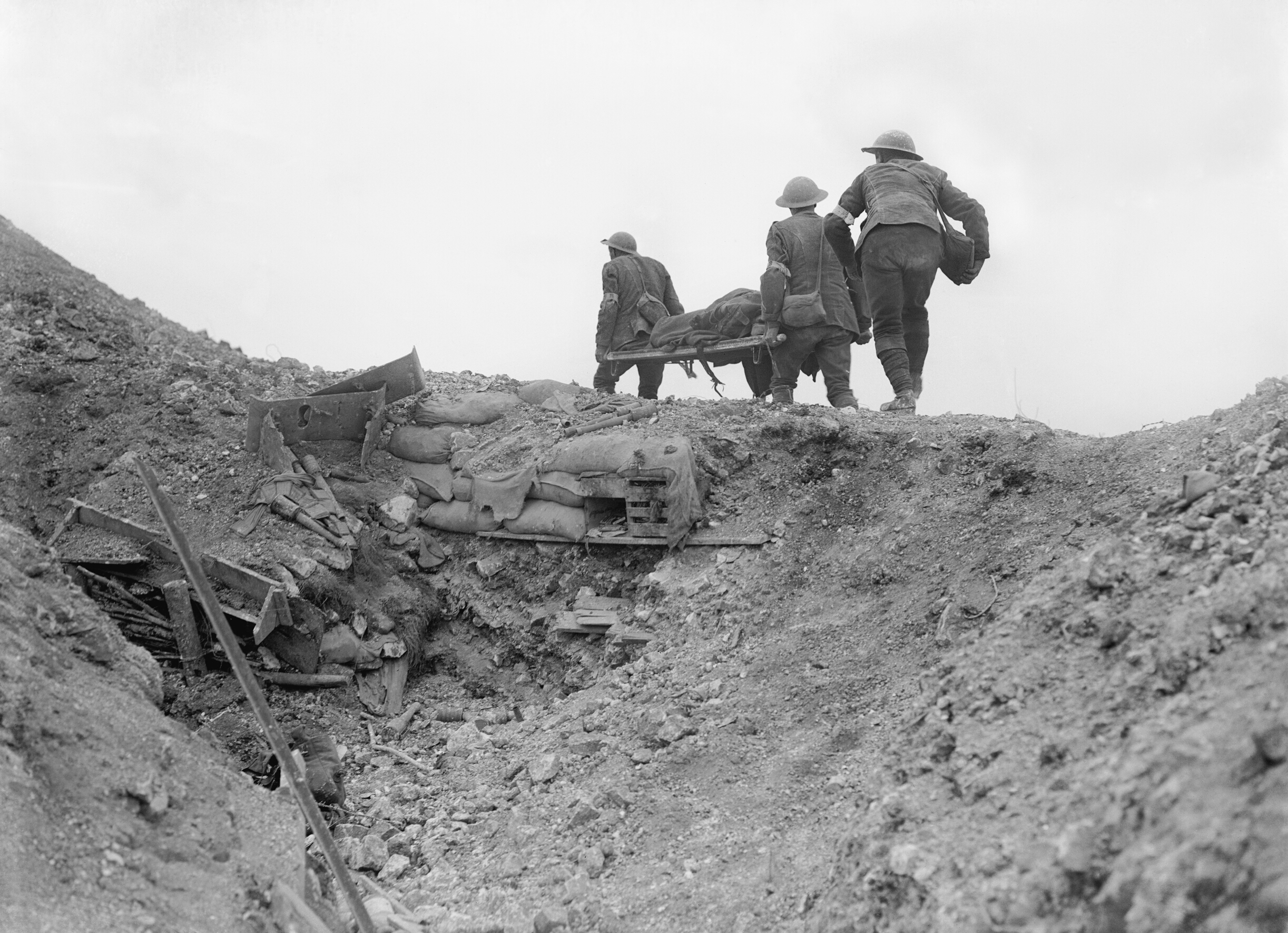
Soldados británicos transportando un prisionero alemán herido en la batalla de Thiepval, septiembre de 1916.

El Ejército de reserva de Gough lanzó el 26 de septiembre una nueva ofensiva de gran magnitud sobre la fortaleza alemana de Thiepval. La 18.ª División oriental, que ya había sobresalido en la ofensiva del 1 de julio, se destacó apoderándose de la mayor parte de Thiepval en un solo día. Mientras la granja Mouquet caía en manos de la 11.ª División norteña, los canadienses avanzaron alrededor de un kilómetro desde Courcelette.
Siguió entonces un periodo conocido como la batalla de los altos de Ancre, que duró desde el 1 de octubre al 11 de noviembre, en el cual no se produjeron avances y la batalla se convirtió nuevamente en una sangrienta guerra de desgaste. A finales de octubre, las tropas de Gough fueron convertidas en el V Ejército Británico.
Mientras tanto, Haig mantenía la ilusión de que el 4.º Ejército fuera a romper las líneas alemanas de forma inminente. El 29 de septiembre trazó un nuevo plan, según el cual el 3.er Ejército reanudaría la batalla en torno a Gommecourt y el 4.º avanzaría hacia Cambrai. El primer paso requería la captura previa de la Línea Transloy alemana, la cual conectaba el pueblo de Le Transloy al este con Le Sars, situada en la carretera de Albert-Bapaume.
Iniciada el 1 de octubre, la batalla de Le Transloy se ralentizó cuando el tiempo empeoró súbitamente y cayeron fuertes precipitaciones, convirtiendo el castigado campo de batalla en un barrizal. Con la excepción de la conquista de Le Sars el 7 de octubre, no hubo progresos apreciables y los combates sólo reportaron un continuo aumento de bajas. El estertor final de la batalla llegó el 5 de noviembre con un ataque fallido en el precipicio de Warlencourt. En lo relativo al 4.º Ejército, las operaciones mayores en el conjunto de la batalla del Somme habían cesado de nuevo.

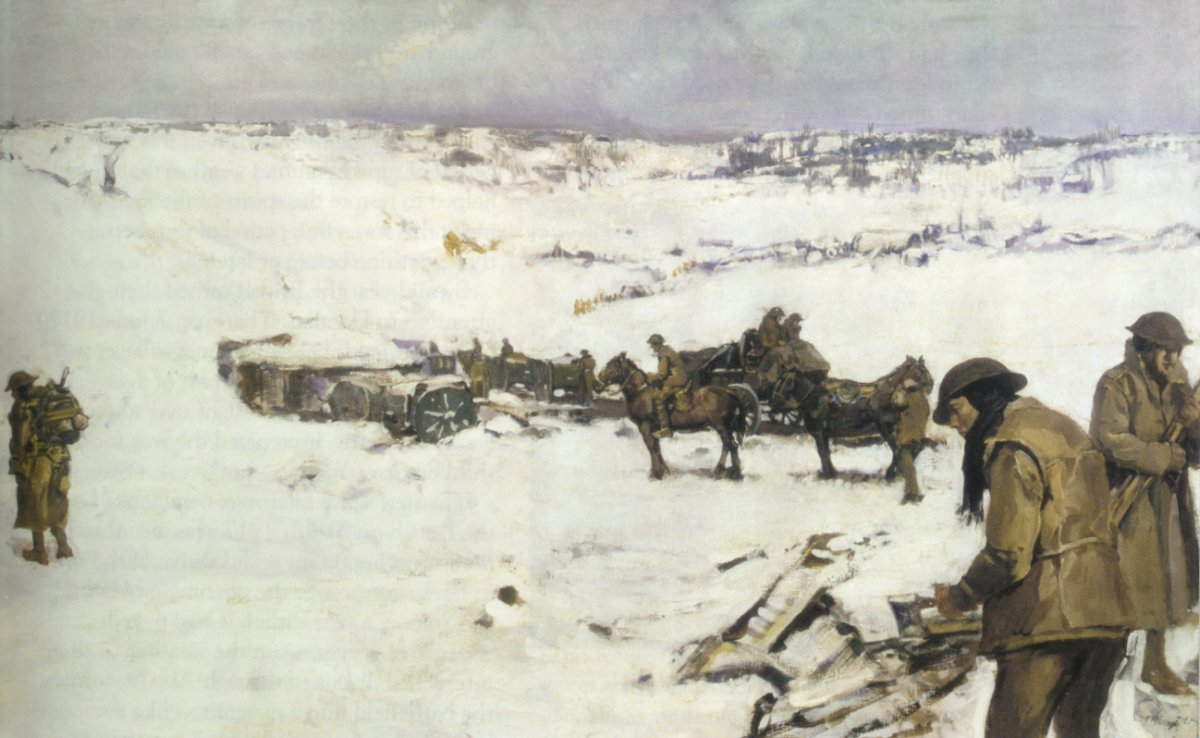
Hombres y suministros en medio del campo de batalla nevado, durante los últimos días de la batalla del Somme. Cuadro del pintor de guerra australiano Frank Crozier (1883-1948).

El último acto de la batalla del Somme fue representado entre el 13 y el 18 de noviembre, a lo largo del río Ancre, que discurre al norte de Thiepval. La decisión de Haig de atacar se debía más a razones políticas que militares, pues con la llegada del invierno la remota posibilidad de romper el frente había desaparecido. En realidad, lo que Haig esperaba era conseguir una victoria (aunque fuese menor) de la que poder presumir ante los mandos franceses, con quienes se iba a reunir de nuevo en Chantilly el 15 de noviembre.
Los primeros movimientos de la batalla de Ancre fueron básicamente una reproducción de los del 1 de julio, incluso con la detonación de dos galerías subterráneas en la cresta de Hawthorn y en Beaumont Hamel. La 31.ª División atacó de nuevo Serre, al igual que lo había hecho cuatro meses y medio antes, y cosechó los mismos resultados negativos. Al sur de Serre, sin embargo, la experiencia de las tropas se tradujo en la consecución de la mayoría de los objetivos. La 51.ª División de Infantería tomó Beaumont Hamel, mientras que a su derecha la 63.ª Real División Naval se adueñaba de Beaucourt (lo que le valió al teniente coronel Bernard Freyberg una Cruz Victoria). Al sur, el II Cuerpo de Ancre realizó también cierto progreso. 
Haig se mostró satisfecho con este resultado, pero Gough presionó en favor de un último ataque sobre las trincheras Frankfurt y Múnich y la población de Grandcourt, que comenzó el 18 de noviembre. Noventa hombres de la 16.ª División de Infantería Ligera Highland (la llamada «Brigada de los chicos de Glasgow») atacaron la trinchera Frankfurt, que resistió hasta la rendición de los 45 ocupantes supervivientes (30 de ellos heridos) el 21 de noviembre. Esta acción dio fin a la batalla de Ancre y con ella a la batalla del Somme. Múnich y Grandcourt, sin embargo, permanecerían en manos alemanas.

## Resultados

Progreso de la batalla del Somme entre el 1 de julio y el 18 de noviembre de 1916.

Es difícil decidir si la batalla del Somme fue una victoria de un lado o del otro. Los aliados fueron contenidos con éxito y sólo lograron un avance máximo de ocho kilómetros, mucho menos de lo que tenían planeado originalmente. Sin embargo, examinando las consecuencias de la batalla a largo plazo se puede decir que reportó más beneficios a los Aliados que a los alemanes. En palabras del historiador Gary Sheffield:

La batalla del Somme no fue una victoria en sí misma, pero sin ella la Entente no habría emergido victoriosa en 1918.

### Efectos estratégicos
Antes de la batalla, los alemanes relegaban al Reino Unido al mero papel de potencia naval y no pensaban que las tropas británicas fuesen muy difíciles de derrotar en tierra, al menos no tanto como Francia y Rusia, a quienes suponían sus enemigos más poderosos. Sin embargo, la importancia de los británicos en las operaciones de la Triple Entente aumentó considerablemente a partir de la Batalla del Somme y se reforzó aún más cuando estallaron motines en el Ejército francés y se desató la Revolución rusa en 1917. En reconocimiento del peligro creciente que representaban los británicos, el Estado mayor alemán inició una guerra submarina sin restricciones a partir del 31 de enero de ese año, con el fin de bloquear totalmente las islas británicas. El hundimiento de barcos estadounidenses que llevaban suministros al Reino Unido sería el causante de que Estados Unidos se sumase a la guerra, en el bando de los aliados.
Al iniciarse 1916, el Ejército británico era en su mayor parte una masa de voluntarios sin experiencia, un "ejército de ciudadanos" acudido a la llamada de Kitchener que encontró su primer examen real en el Somme. Muchos de los soldados británicos que cayeron en la batalla carecían totalmente de experiencia y por tanto, en términos generales, no representaban una pérdida irreparable para las fuerzas armadas de su país. En el caso alemán sucedía todo lo contrario, ya que su fuerza se fundamentaba en tropas regulares y de reservistas bien entrenados y experimentados, por lo que cada nueva baja supuso otra piedrecilla en la marcha de la maquinaria de guerra germana. El propio príncipe heredero Ruperto de Baviera, general en jefe alemán, declaró: «Lo que quedaba de la vieja infantería alemana de primera clase adiestrada durante la paz se ha liquidado en el campo de batalla».
La batalla del Somme, en definitiva, dañó al ejército alemán sin reparo posible, que a partir de entonces se mostraría incapaz de reemplazar sus bajas con soldados de la misma calidad que los que habían defendido su terreno tenazmente durante la mayor parte de los enfrentamientos. Hacia el final de la batalla, los ejércitos alemán y británico se habían reducido hasta llegar a ser lo mismo: simples milicias.
Los mandos alemanes comprendieron que sus tropas no podrían soportar nuevas batallas de desgaste como la del Somme. El 24 de febrero de 1917, el Ejército alemán llevó a cabo una retirada estratégica desde el Somme hacia la Línea Hindenburg, acortando así la línea de frente que hasta entonces ocupaba. El terreno obtenido por la Entente tras esta maniobra fue mucho mayor que el conseguido durante toda la batalla y, desde luego, con un coste de vidas infinitamente menor. Cualquier efecto estratégico resultante de la batalla del Somme no puede oscurecer el hecho de que fue una de las mayores carnicerías de la Primera Guerra Mundial. Esto se refleja perfectamente en las palabras del oficial alemán Friedrich Steinbrecher, quien definió la batalla como:

Somme. Toda la historia del mundo no podría contener una palabra más horrorosa.

## Bajas
| Nacionalidad                | Bajas totales | Muertos y desaparecidos | Prisioneros de guerra |
| --------------------------- | ------------- | ----------------------- | --------------------- |
| Reino Unido                 | + 350 000     | -                       | -                     |
| Canadá                      | 24 029        | -                       | -                     |
| Australia                   | 23 000        |                         | < 200                 |
| Nueva Zelanda               | 7408          | -                       | -                     |
| Sudáfrica                   | 3000+         | -                       | -                     |
| Terranova                   | 2000+         | -                       | -                     |
| Total del Imperio británico | 419 654       | 95 675                  | -                     |
| Franceses                   | 204 253       | 50 756                  | -                     |
| Total Entente               | 623 907       | 146 431                 | -                     |
|                             |               |                         |                       |
| Alemania                    | 465 000       | 164 055                 | 38 000                |

La primera estimación aliada sobre el número de bajas en el Somme se realizó durante la Conferencia de Chantilly del 15 de noviembre, donde se estableció que habían resultado muertos, heridos o hechos prisioneros un total de 485 000 británicos y franceses frente a 630 000 alemanes; este dato se usaría más adelante para reclamar la batalla del Somme como una victoria para el bando aliado. Sin embargo, ya en su momento comenzó a desarrollarse cierto escepticismo acerca de estas cifras y el sistema utilizado para calcularlas. Un nuevo recuento, realizado tras el fin de la guerra, estableció las bajas aliadas en 419.654 británicos y 204 253 franceses; un total de 623 907 hombres, 146 431 de los cuales constaban como muertos o desaparecidos.
Los números propuestos para las bajas alemanas son aún más dispares. El historiador británico James Edmonds defendió que las pérdidas alemanas fueron de 680 000 hombres, mientras que de acuerdo a un informe del British War Office éstas serían alrededor de 180 000. Hoy en día ambas estimaciones están desacreditadas y tienden a aceptarse cifras de entre 465 000 y 600 000 caídos alemanes. En su biografía del general Rawlinson, Frederick Maurice se basó en documentos del Reichsarchiv para cifrar en 164 055 el número de alemanes que resultaron muertos o desaparecidos.

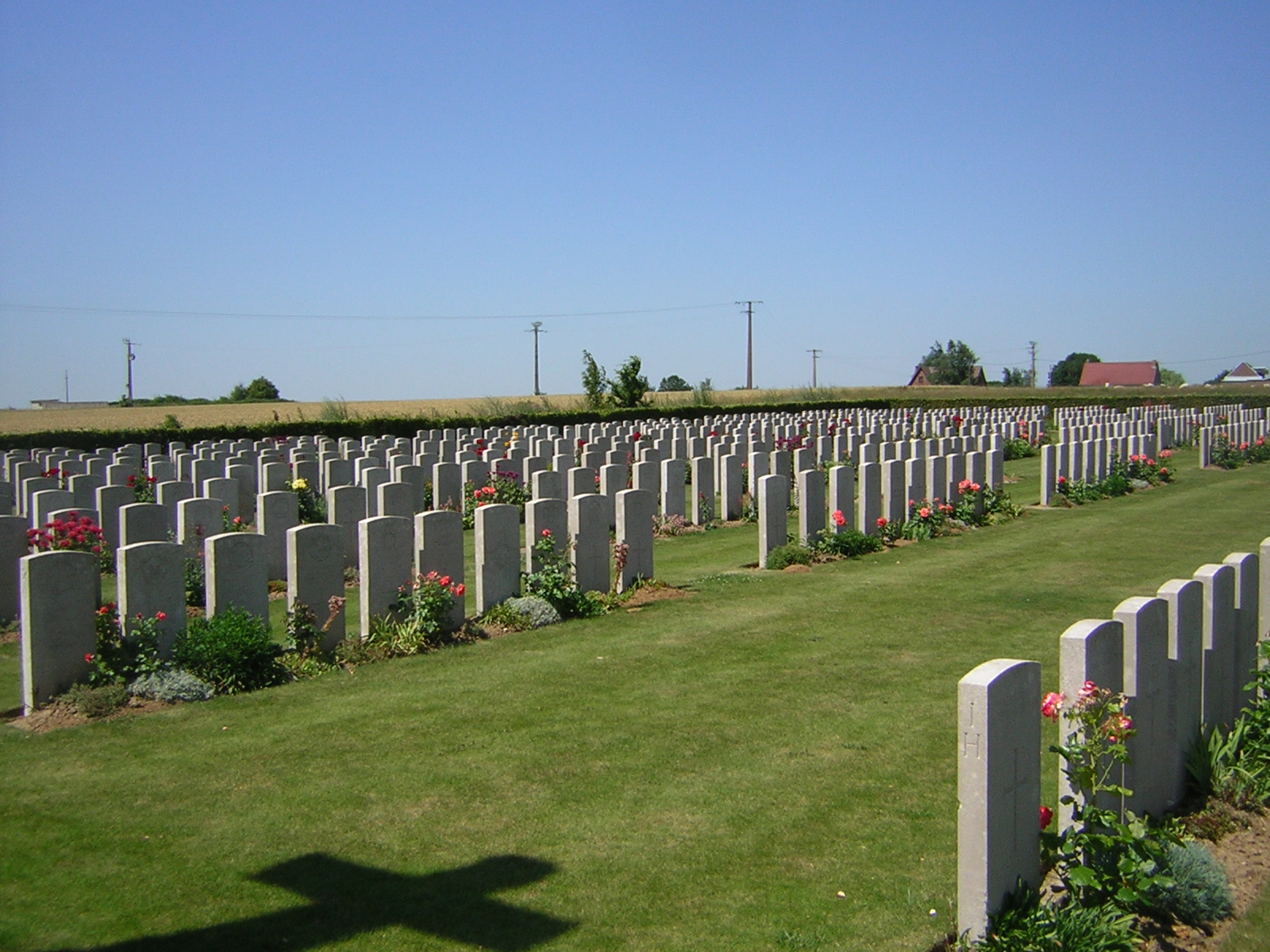
Uno de muchos cementerios. Este, británico, en Maricourt

Las mayores bajas por división (cada una de las cuales formada por 10 000 soldados) en el sector británico son de entre 6 329 y 8 026 para las cuatro divisiones canadienses, 7 048 para la División neozelandesa, 8 133 para las 43 divisiones británicas y 8 960 para las divisiones australianas. La media de bajas por día del Imperio británico durante la batalla del Somme fue de 2 943 hombres, mayor que la de la batalla de Passchendaele, pero no tan grande como la cosechada en la batalla de Arras (4 076 bajas por día) o en la Ofensiva de los Cien Días de 1918 (3 685 por día). El Royal Flying Corps perdió 782 aviones y 576 pilotos durante la batalla.
El 1 de junio de 2006, el Chicago Tribune informó que 386 soldados británicos habían sido fusilados tras ser acusados de «cobardía» durante la batalla. Muchos de estos casos podrían ser explicados como resultado de un trastorno por estrés postraumático, a juzgar por varios síntomas registrados en los informes de la época. Debido a ello, muchos de los descendientes de los ejecutados han reclamado sin éxito al Gobierno británico que pida perdón públicamente por estos hechos.